# 高松市立大野小学校
高松市立大野小学校（たかまつしりつおおのしょうがっこう）は、香川県高松市香川町大野にある公立小学校。

## 概要
交通量も多く、学校周辺には大規模店舗が多い。
2022年（令和4年）時点では全校児童412人、教職員36人となっている。

## 所在地
- 香川県高松市香川町大野1045番地1

## 歴史
- 1872年（明治5年） - 大野、寺井両村が合併し、村長の長尾又太郎の邸宅に学校を設立。
- 1873年（明治6年） - 寺井村と分離し浅野村と合体により久保学校に改名[1]。
- 1885年（明治18年） - 寺井宮西小学校と合併し、精理小学校と称する[1]。
- 1887年（明治20年） - 小学校令施行により、大野尋常小学校と称する[1]。
- 1937年（昭和12年) 4月 - 大野尋常高等学校と改称する。
- 1941年（昭和16年） - 国民学校令施行により大野国民学校と改称する。
- 1945年（昭和20年）4月 - 学校教育法施行により大野小学校と改称する
- 1955年（昭和30年）4月 - 香川町が発足により香川町立大野小学校と改称する。
- 2006年（平成18年）4月 - 香川町が高松市に合併し、現在の学校名となる[1]。

## 通学区域
- 香川町大野[2]
- 香川町寺井[2]

## 進学先中学校
- 高松市立香川第一中学校

## 著名な出身者
- 鏡原叶悠（バレーボール選手：PFUブルーキャッツ）

## 通学区域が隣接している学校
- 高松市立浅野小学校
- 高松市立川東小学校
- 高松市立香南小学校
- 高松市立川岡小学校
- 高松市立円座小学校
- 高松市立一宮小学校
- 高松市立仏生山小学校